# Wulfila proximus
Wulfila proximus är en spindelart som beskrevs av O. Pickard-Cambridge 1895. Wulfila proximus ingår i släktet Wulfila och familjen spökspindlar. Inga underarter finns listade i Catalogue of Life.